# Sequenza (liturgia)
Nella liturgia cattolica, la sequenza, spesso chiamata anche col suo nome latino sequentia, è un componimento poetico musicale liturgico che veniva recitato o cantato nella celebrazione eucaristica solenne prima della proclamazione del Vangelo. 

Dal punto di vista letterario, la sequenza rappresenta la prima forma di testo rimato, all'origine di tutte le forme poetiche moderne.
La sequenza appartiene al proprio della messa: il suo testo quindi varia a seconda dell'occasione liturgica celebrata. Viene recitata (o cantata) al termine dell'ultima lettura, mentre l'assemblea rimane seduta fino al suo termine.

## Origine
La sequenza è un canto liturgico che nasce nel IX secolo. La sua origine è da ricercare nella prassi musicale dei monasteri francesi occidentali, specie in quello dell'abbazia di Jumièges (Normandia).

Notker Balbulus nel suo Liber hymnorum (raccolta di sequenze) racconta che i suoi monaci di san Gallo, per meglio ricordare le lunghissime melodie senza testo proprie degli alleluia gregoriani, avevano preso l'abitudine di inserire un testo (prosa) alla melodia, trasformandola in canto sillabico. Questi canti vennero in seguito inseriti nella liturgia della Messa, trovando la loro naturale collocazione dopo il canto dell'alleluia, prolungandone lo jubilus.

## Soppressione
La sequenza ebbe in quei secoli un'enorme popolarità, sia in ambito monastico che secolare. Ogni comunità possedeva un proprio repertorio (si arrivò ad averne addirittura 5000 distinte) generalmente di autori anonimi. Nel 1570, con la revisione tridentina del Messale Romano, il papa Pio V escluse l'uso delle sequenze nella liturgia, ad eccezione di sole quattro ricorrenze (la Sequenza dell'Addolorata fu ripristinata nel 1727):
- Victimae paschali laudes, di Wipone, nel giorno di Pasqua e facoltativamente per l'Ottava di Pasqua;
- Veni Sancte Spiritus, attribuita a Stefano di Langton oppure a papa Innocenzo III, per la Pentecoste;
- Lauda Sion Salvatorem, di san Tommaso d'Aquino, per il Corpus Domini;
- Stabat Mater, di autore incerto (in passato fu attribuito, tra gli altri, a Iacopone da Todi), per la memoria di Maria Addolorata (15 settembre);
- Dies irae, di Tommaso da Celano, per le messe dei defunti.

Dopo la riforma liturgica seguita al Concilio Vaticano II la sequenza è stata resa facoltativa, tranne nei giorni di Pasqua e Pentecoste: tutte possono essere recitate in italiano o in latino dal sacerdote solo, alternato al popolo o dal coro.
Alcuni ordini religiosi hanno mantenuto dopo la riforma successiva al Concilio Vaticano II, anche altre sequenze come Laeta Dies per la festa di San Benedetto (Benedettini), Laetabundus per il Natale (Domenicani), Sanctitatis nova signa  per la festa di san Francesco (Francescani) e  per la festa di Nostra Signora del Monte Carmelo (Carmelitani).

## Testo e musica
Il testo delle prosae era modellato sulla lunghezza delle melodie, che venivano suddivise in coppie per permettere l'esecuzione a cori alternati. Divennero poi composizioni a strofe, molto simili all'inno, ritmicamente impostate sull'accento, sul numero delle sillabe e sulla rima. Non seguivano più la metrica latina classica, ma una nuova struttura, con versi trocaici - vale a dire accentati `_`_`_`_, come il moderno ottonario - e soprattutto rimati.
Il termine significava inizialmente "melodia in aggiunta all'alleluia" (alleluia cum sequentia), in seguito si aggiunse un testo e divenne sequentia cum prosa.
Non appartengono, essendo tardive, al repertorio autentico del canto gregoriano e sono composte in genere salmodico sillabico.
Queste poesie sono tra i testi sacri più musicati: quasi tutti i compositori classici si sono cimentati con esse.